# IG Chemie-Papier-Keramik

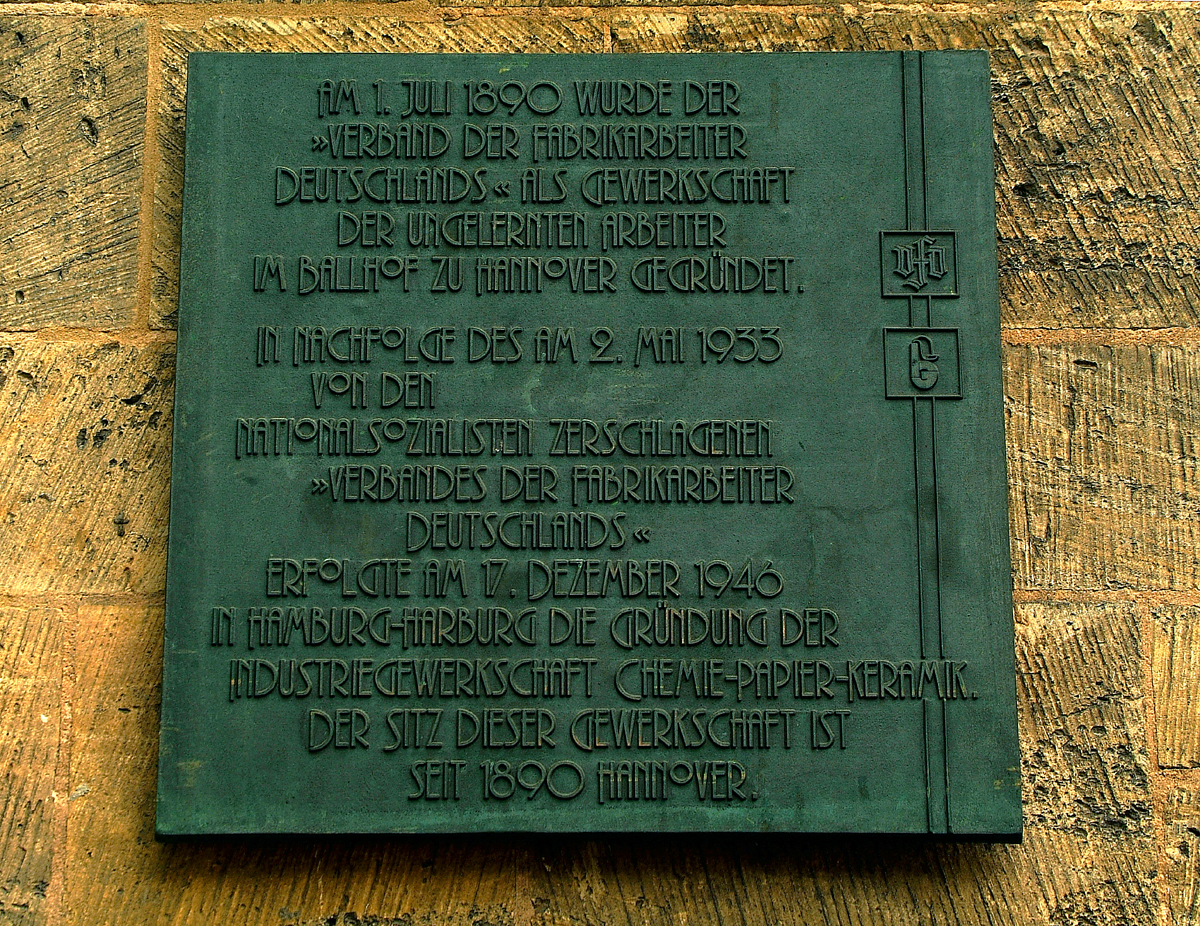
Tafel zur Geschichte der Gewerkschaft am Ballhof in Hannover

Die Industriegewerkschaft Chemie-Papier-Keramik (IG CPK) war eine Gewerkschaft des Deutschen Gewerkschaftsbunds (DGB) mit Sitz in Hannover.

## Geschichte
Die Gewerkschaft wurde 1946 in Hamburg für die damalige britischen  Besatzungszone gegründet. 1948 vereinigte sie sich mit der IG CPK in der amerikanischen Besatzungszone. Ein Jahr später trat die erste Satzung der Gewerkschaft in Kraft. 
Das ursprüngliche Gebäude der Hauptverwaltung in Hannover wurde 1956 nach Plänen von Friedrich Lindau erbaut, 1966 erweitert und 1995 zum Teil abgerissen und umgebaut. Im Gebäude sind drei Glasfenster von Kurt Sohns erhalten geblieben.
1990 hatte die IG CPK 665.000 Mitglieder. 1997 schloss sich die IG Chemie-Papier-Keramik mit der IG Bergbau und Energie (IGBE) und der Gewerkschaft Leder (GL) zur neuen und drittgrößten Gewerkschaft im DGB, IG Bergbau, Chemie, Energie (IG BCE), zusammen.

## Vorsitzende der IG Chemie-Papier-Keramik
- 1946–1948: Otto Adler
- 1949–1969: Wilhelm Gefeller
- 1969–1982: Karl Hauenschild
- 1982–1995: Hermann Rappe
- 1995–1997: Hubertus Schmoldt